# Kanton Durtal
Kanton Durtal (fr. Canton de Durtal) je francouzský kanton v departementu Maine-et-Loire v regionu Pays de la Loire. Tvoří ho 16 obcí.

## Obce kantonu
- Baracé
- Daumeray
- Durtal
- Étriché
- Huillé
- Montigné-lès-Rairies
- Morannes
- Les Rairies